# Ługowina (potok)
Ługowina – potok płynący przez zachodnią część Wrocławia (długości – na terenie miasta – około 9,5 km), lewy dopływ Odry.
Do lat 30. strumień nazywał się Strachwitzer Floßgraben, później (do 1945) – Schöngartener Floßgraben.

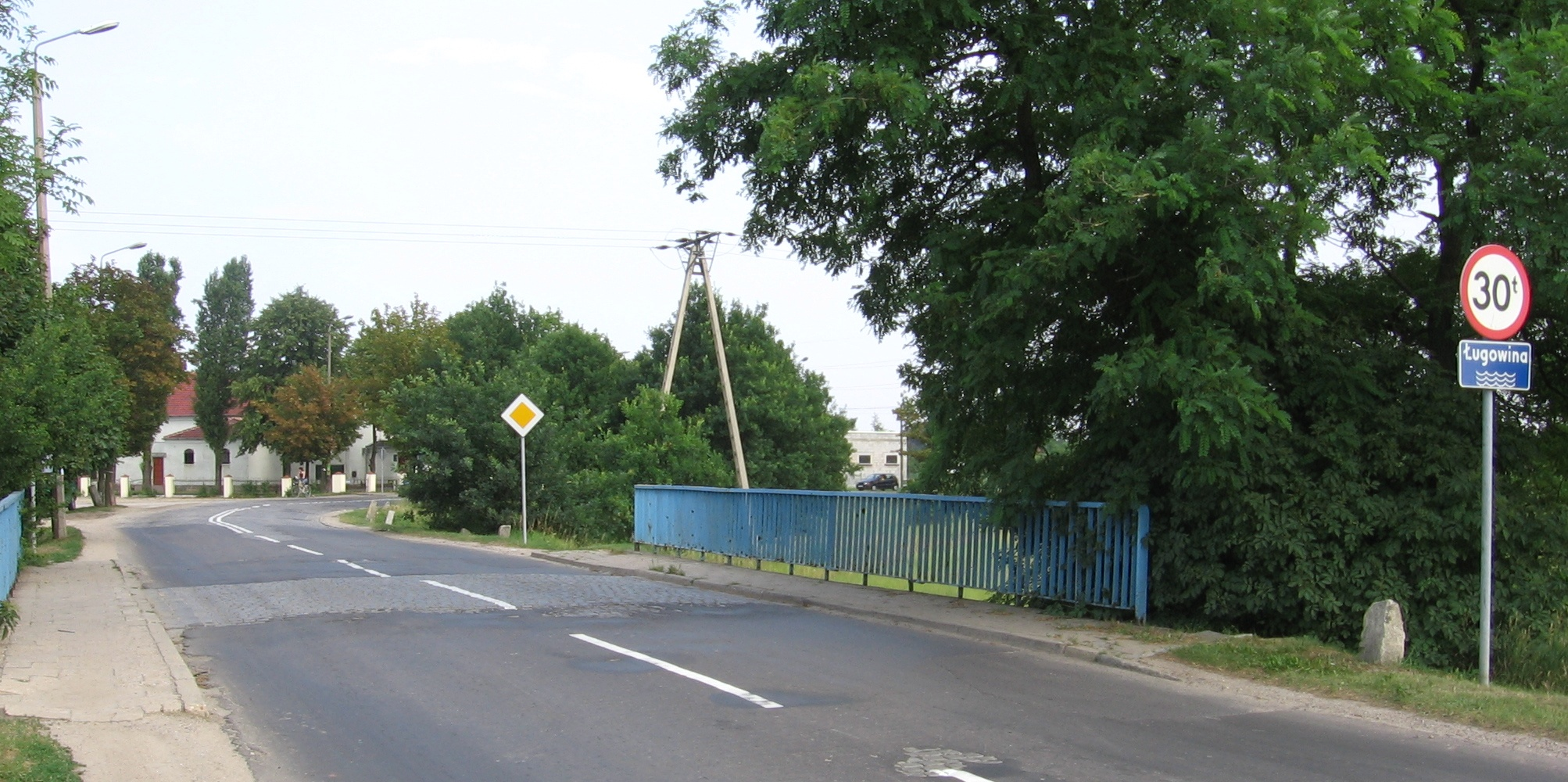
most przez Ługowinę przy ul.Maślickiej

Obecnie płynie od Strachowic (niem. Strachwitz, później Schöngarten) przez Żerniki i Gajową, do Odry wpada w granicach Maślic, 500 metrów poniżej ujścia Ślęzy.
Przed budową lotniska Strachowice w roku 1938 strumień wpływał do Wrocławia na północ od Krzeptowa, ale na potrzeby tej inwestycji strumień poprowadzono rowami na wschód od terenu lotniska. Dopiero po jego ominięciu strumień powraca do swego dawnego koryta w parku Strachowickim (w okolicy ul. Skarżyńskiego). Strumień płynie zakolami przez podmokłe łąki, pełni w tym rejonie funkcję melioracyjną łącząc się z licznymi rowami; od ulicy Maślickiej aż do Odry brzegi strumienia zabezpieczone są obwałowaniami przed tzw. cofką z rzeki Odry. Mimo to podczas powodzi w 1997 i 2010 woda z Ługowiny zalała część ulicy i osiedla.